# Basilissa und Anastasia

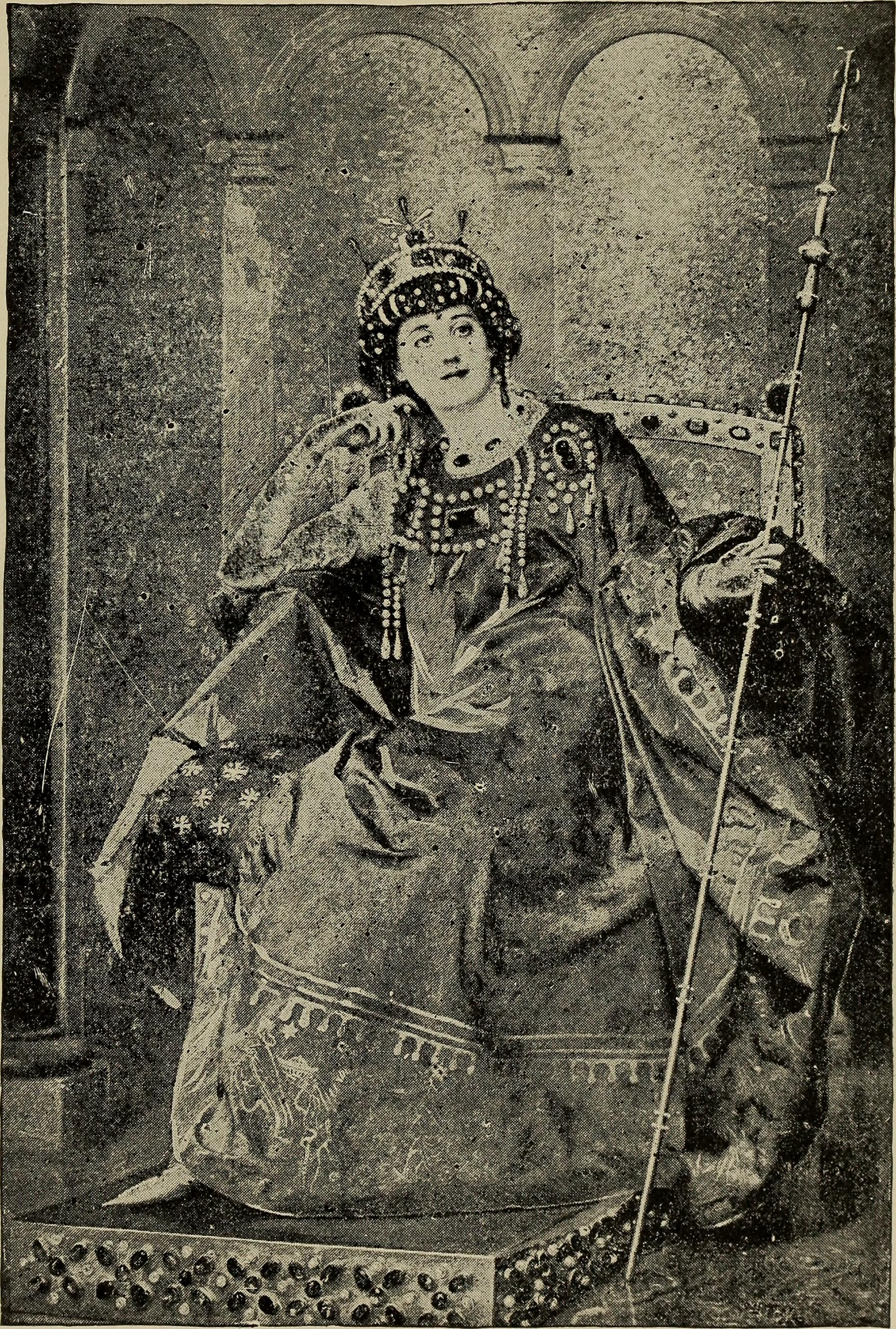
Basilissa, Joseph Wencker (1893)

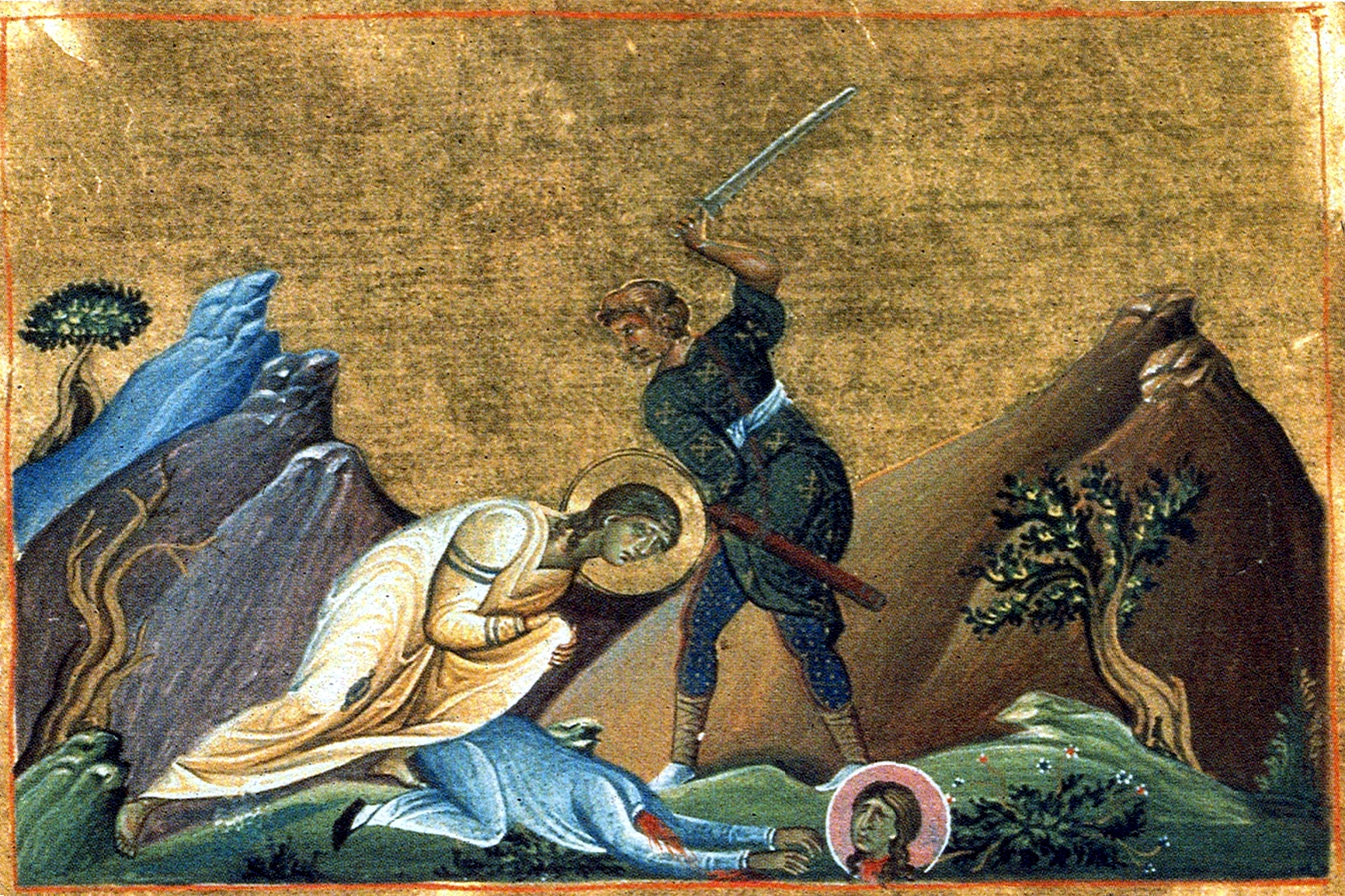
Martyrium der hlg. Basilissa und Anastasia im Menologion Basileios’ II.

Basilissa und Anastasia († um 68 – laut dt. Literatur 66 – in Rom) waren zwei der frühesten christlichen Märtyrinnen. 
Sie waren wohlhabende römische Matronen und Schülerinnen der Apostel Petrus und Paulus. Der Überlieferung zufolge verwendeten sie ihr Vermögen darauf, dass sie die Leiber von Märtyrern ehrenvoll bestatten ließen, darunter auch die der beiden Apostel. Dies kam Kaiser Nero zu Ohren. Basilissa und Anastasia wurden daraufhin verhaftet und gefoltert, ohne jedoch ihrem Glauben abzuschwören. Darüber wurde der Überlieferung zufolge Nero so wütend, dass er den beiden die Zunge herausreißen und sie schließlich mit dem Schwert enthaupten ließ. 
Ihr Gedenktag war im Martyrologium Romanum der 15. April, mit der Schaffung des Gedenktags der ersten Märtyrer von Rom wird dieser Märtyrinnen am 30. Juni gedacht. Reliquien der beiden Heiligen befinden sich in der Kirche Santa Maria della Pace in Rom.